# Mercurio (album)
Mercurio è il secondo album in studio del rapper italiano Emis Killa, pubblicato il 22 ottobre 2013 dalla Carosello Records.
L'album ha debuttato alla prima posizione della classifica italiana degli album per poi venire certificato disco d'oro dalla FIMI a un mese esatto dalla sua pubblicazione; nel mese di aprile 2014, Mercurio è stato certificato disco di platino per aver raggiunto la soglia delle 50 000 copie vendute.

## Descrizione
Il 30 agosto 2013 viene annunciato sul sito ufficiale di Emis Killa che il seguito di L'erba cattiva sarebbe stato pubblicato nel mese di ottobre attraverso la Carosello Records. Dopo qualche settimana vengono rivelati il titolo dell'album e la sua data di pubblicazione, mentre la copertina e la lista tracce sono state rivelate rispettivamente il 26 settembre e il 4 ottobre.
Per promuovere Mercurio sono stati girati i video per i brani Wow e Lettera dall'inferno, rispettivamente pubblicati l'11 settembre e l'8 ottobre. Il primo singolo ad essere stato ufficialmente estratto dall'album è Scordarmi chi ero, pubblicato il 21 ottobre, mentre il secondo singolo è stato A cena dai tuoi, pubblicato il 2 dicembre; quest'ultimo brano ha visto la partecipazione del rapper J-Ax.
Nel 2014 Emis Killa ha pubblicato due video per altrettanti brani, ovvero Straight Rydah, uscito il 23 gennaio 2014, e Soli (Assieme), uscito il 14 febbraio. Il 21 marzo è stato pubblicato per la rotazione radiofonica il terzo singolo Essere umano, realizzato con la partecipazione vocale di Skin.

### Edizione speciale
Il 28 maggio 2014 Emis Killa ha annunciato attraverso la propria pagina Facebook un'edizione speciale dell'album, denominata Mercurio - 5 Stars Edition. Pubblicato il 10 giugno, il disco contiene quattro inediti, tra cui il singolo Maracanã, pubblicato il 28 maggio, e un DVD che racchiude il concerto tenuto dal rapper il 10 aprile all'Alcatraz di Milano.

## Tracce
1. Wow – 3:06 (testo: Giambelli, Zanotto – musica: Gallo)
2. Scordarmi chi ero – 3:52 (testo: Albanese, Giambelli – musica: Dagani, Erba)
3. MB45 – 3:04 (testo: Giambelli – musica: Dagani, Zangirolami)
4. Lettera dall'inferno – 3:44 (testo: Giambelli, Zanotto – musica: Dagani)
5. A cena dai tuoi (feat. J-Ax) – 3:06 (testo: Aleotti, Giambelli – musica: Dagani, Erba)
6. Soli (assieme) – 3:25 (testo: Giambelli – musica: Castagnola, Dagani, Zangirolami)
7. Essere umano (feat. Skin) – 3:29 (testo: Dyer, Giambelli – musica: Dagani, Zangirolami)
8. Blocco Boyz (feat. Giso & Duellz) – 4:54
9. Va bene – 3:00 (testo: Giambelli – musica: Dagani, Erba)
10. Gli stessi di sempre – 3:25 (testo: Giambelli, Placanica – musica: Dagani, Erba, Zangirolami)
11. Straight Rydah – 3:39 (testo: Giambelli – musica: Ferrara, Miano, Vaccari)
12. Fratelli a metà – 3:37 (testo: Giambelli – musica: Dagani, Erba)
13. Vietnam Flow (feat. Salmo) – 3:43 (testo: Giambelli, Pisciottu – musica: Dagani)
14. La testa vuota (feat. Max Pezzali) – 4:18 (testo: Giambelli, Pezzali – musica: Dagani, Zangirolami)
15. Mercurio – 3:43

Traccia bonus nell'edizione di iTunes
1. Lettera dall'inferno (Bonus Version) – 3:21 (testo: Giambelli, Zanotto – musica: Dagani)

Tracce bonus nell'edizione deluxe
1. Dall'altra parte del mondo – 3:32
2. Due cose da dire – 2:10

Traccia bonus nell'edizione di MediaWorld
1. Perché tu no – 3:54

Tracce bonus nella 5 Stars Edition
1. Maracanã – 3:35 (testo: Giambelli, Zanotto – musica: Airaghi, Basoski, Dagani, Erba)
2. Balla col diavolo – 3:51
3. Brutta – 3:44
4. Se penso al rap – 3:25

## Classifiche
| Classifica (2013) | Posizione massima |
| ----------------- | ----------------- |
| Italia            | 1                 |